# Madachauliodes ranomafana
Madachauliodes ranomafana är en insektsart som beskrevs av Penny 1999. Madachauliodes ranomafana ingår i släktet Madachauliodes och familjen Corydalidae. Inga underarter finns listade i Catalogue of Life.